# Owenismus
Owenismus war eine auf den Sozialreformer Robert Owen zurückgehende einflussreiche soziale Bewegung, die im frühen industriellen Kapitalismus der 1830er Jahre in Großbritannien die Propagierung und Praktizierung eines kooperativen Sozialismus durch die Gründung von Produktionsgenossenschaften und Warentauschbörsen zum Ziel hatte und überdies Einfluss auf die unabhängig von ihr entstehende Gewerkschaftsbewegung nahm.

## Wirken
Der Owenismus inspirierte die Gründung von Arbeiterproduktionsgenossenschaften in Großbritannien und den Vereinigten Staaten von Amerika nach dem Muster der schottischen Textilfabrik in New Lanark. Auch die 1832/33 in London und Birmingham entstandenen „Gerechten Arbeiterbörsen“ verdankten ihre Existenz dem Owenismus. Ihr Zweck war, durch direkten Warenaustausch unter den Erzeugern und mit Gutscheinen über den in Arbeitszeit ausgedrückten Wert den Produzenten den vollen Arbeitsertrag zukommen zu lassen.
Die einflussreichste owenistische Organisation war die 1835 gegründete Association of All Classes of All Nations. Sie zählte bis zu 70.000 Mitglieder und war im Wesentlichen eine Organisation zur Verbreitung des owenistischen Gedankenguts. Diesem Zweck dienten auch zahlreiche von Genossenschaften und Gewerkschaften herausgegebene Zeitungen und Zeitschriften, unter ihnen New Moral World. In den Jahren 1839 bis 1841 verteilten die Owenisten durchschnittlich zweieinhalb Millionen Flugblätter im Jahr. Besonders unter Handwerkern und den qualifizierten Arbeitern fand der Owenismus Resonanz.

## Lehre
Der Owenismus glaubte an die Kraft vernunftgemäßer Erziehung und an die Selbstorganisation der Arbeiter. Er lehnte den Klassenkampf ab und stellte das Eigentum nicht in Frage, die Marktökonomie wollte er umgehen. Sein Ziel war, in „Dörfern der Kooperation“ (villages of co-operation) mit 300 bis 2000 Menschen eine gerechte und brüderliche Gemeinschaft zu schaffen, in der statt Konkurrenz, Arbeitslosigkeit und Armut die gegenseitige Hilfe in der landwirtschaftlichen und industriellen Produktion vorherrschen sollte. Gedacht waren diese Dörfer als beispielgebender Mikrokosmos für eine neue Gesellschaftsordnung (New Moral World).